# Lycée Ahmed Reda Houhou

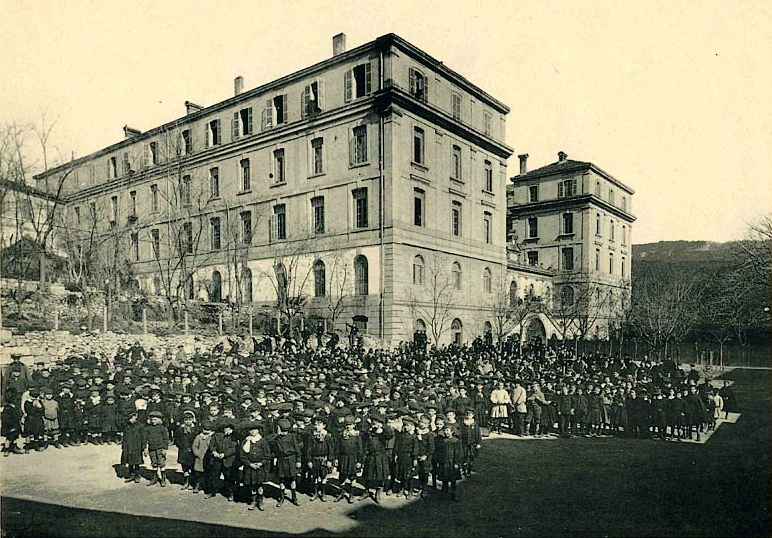
Le lycée de Constantine vers 1906, l'entrée.

Le lycée Ahmed Reda Houhou est un lycée algérien situé à Constantine en Algérie, fondé en 1883, à l'époque coloniale française. Il doit son nom à l'écrivain algérien Ahmed Reda Houhou.

## Historique
Le lycée portait le nom de « lycée d'Aumale », donné en mai 1942 au duc d'Aumale, fils de Louis-Philippe et gouverneur général d'Algérie, à qui Abdelkader remit sa reddition en 1847.
En 1856, la population européenne est suffisante pour nécessiter la création d'un collège communal, le collège se développe et en parallèle un autre collège est ouvert, le collège arabe-français de Sidi-M'Cid destiné aux enfants des notables musulmans. Après diverses péripéties, les deux établissements fusionnent en 1871 en un collège mixte, il est question de créer un lycée national mixte qui sera officialisé par un décret impérial en 1876. Il ne s'ouvrira effectivement, après les derniers travaux, qu'à la rentrée 1883 sous le nom de lycée national de Constantine.
En 1942, le lycée est baptisé lycée d'Aumale, suivant une directive qui s'applique aussi au grand lycée d'Alger devenant le lycée Bugeaud. Après l'indépendance algérienne, le lycée est rebaptisé lycée Ahmed-Reda-Houhou.

## Enseignants et anciens élèves

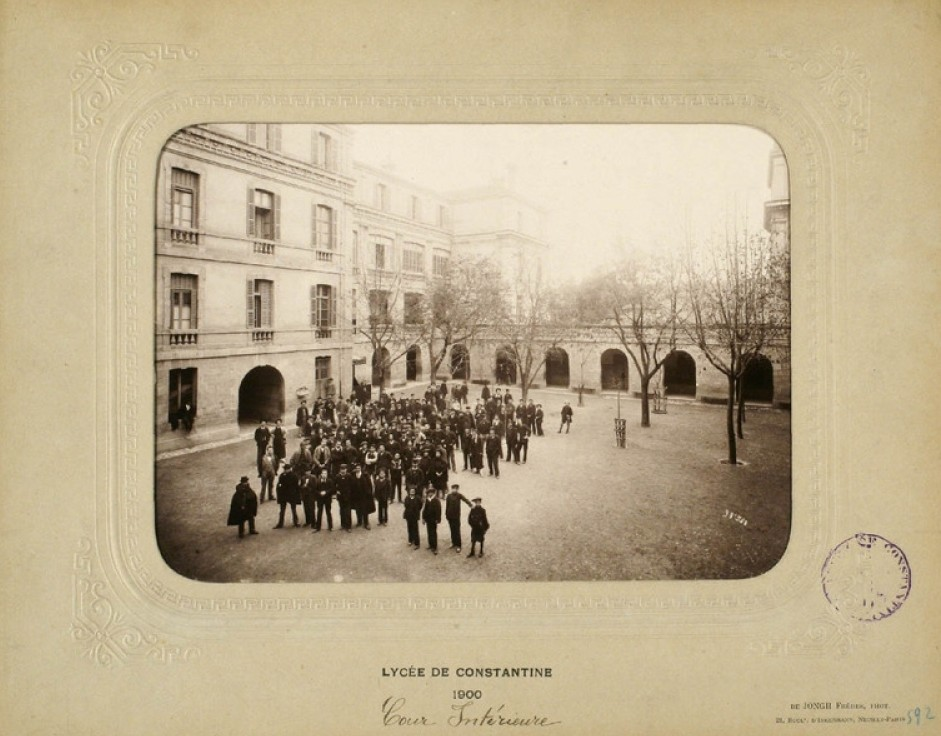
Le lycée de Constantine, la cour intérieure en 1900. Photo atelier de Jongh frères.

- Pierre Riché, né en 1921, professeur
- Stanislas Devaud (1896-1963), professeur de philosophie
- Abdelkader Barakrok (1915-2006), élève
- Bachir Boukadoum (1919-1955), élève
- Évariste Lévi-Provençal (1894-1956), élève
- Gabriel Dussurget (1904-1996), élève
- Paul Blanchet (1870-1900), professeur d'histoire
- Fernand Braudel (1902-1985), professeur
- Louis Chevalier (1891-1957), professeur d'histoire
- Paul Fouquet (1876-1920), professeur de français
- Georges Gaillard (1877-1963), élève
- Jean-Louis Flandrin (1931-2001), professeur d'histoire
- Abderrezak Bouhara (1934-2013), élève
- Roger Benmebarek, né en 1930, élève
- Alphonse Juin (1888-1967), élève et maréchal de France
- Jean-François Lyotard (1924-1998), professeur de philosophie
- Pierre Boisnier (1902-1989),élève